# Bison (Schiff, 1930)
Die Bison war ein Großzerstörer der Guépard-Klasse der französischen Marine. Am 29. Oktober 1940 ging die Bison bei der Evakuierung von alliierten Truppen aus Namsos, Norwegen, verloren. Der französische Zerstörer Le Flibuster wurde am 1. April 1941 zum Gedenken an den gesunkenen Namensvorgänger in Bison umbenannt.

## Maschinenanlage
Die Antriebsanlage der Bison bestand aus vier Penhoët-Kesseln und zwei Parsons-Turbinen. Diese trieben über zwei Antriebswellen die beiden  Schrauben an. Die Maschinen leisteten 73.738 WPS. Damit konnte eine Höchstgeschwindigkeit von 38,46 kn (etwa 71 km/h) mit einer Verdrängung von 2.600 ts erreicht werden.

## Bewaffnung
Die Hauptartillerie der Bison bestand aus fünf 13,86-cm-Geschützen L/40 des Modells 1923 in Einzelaufstellung. Diese Kanone konnte eine 40,4 Kilogramm schwere Granate über eine maximale Distanz von 19.000 m feuern. Als Flugabwehrbewaffnung verfügte der Zerstörer bei Indienststellung über vier 3,7-cm-Flugabwehrkanonen (L/60) des Modells 1925 in Einzelaufstellung. Diese befanden sich links und rechts neben dem achteren Schornstein. Als Torpedobewaffnung verfügte die Bison über sechs Torpedorohre in zwei Dreiergruppen für den Torpedo 23DT, Toulon.

## Einsätze im Zweiten Weltkrieg
Am 12. April 1940 verließ die Bison unter Capitaine de Vaisseau Jean Adolphe Roger Bouan zusammen mit der 11ten Division de Contre-Torpilleurs Brest. Sie geleitete den Konvoi FP 1 A nach Greenock, Schottland. Dort traf der Konvoi am 14. April 1940 ein.
Im Mai 1940 gehörte die Bison zu den Schiffen, die alliierte Truppen (Maurice Force) aus Namsos evakuieren sollten.

## Untergang und Verbleib
Während der Evakuierung von Namsos am 3. Mai 1940 wurde die Bison von Sturzkampfbombern vom Typ Ju 87 angegriffen. Die Flugzeuge gehörten zum Sturzkampfgeschwader 1 (I./StG 1). Eine Bombe durchschlug das Vordeck und detonierte in der vorderen Munitionskammer. 136 Mann der Besatzung kamen dabei ums Leben. Die Bison begann sofort über den Bug zu sinken. Der Zerstörer Afridi konnte 69 Schiffbrüchige aus dem Wasser retten und versenkte die nicht mehr zu rettende Bison. Die anderen Überlebenden wurden von der Grenade und der Imperial aufgenommen. Am selben Tag wurde die Afridi von Sturzkampfbombern angegriffen und versenkt. Weitere 35 Besatzungsmitglieder der Bison kamen dabei ums Leben. Die Überlebenden wurden von der Imperial und Griffin gerettet.